# Van Buren (Maine)
Pour les articles homonymes, voir Van Buren.
Van Buren est une ville située dans l’État américain du Maine, dans le comté d'Aroostook. La ville est nommée d'après Martin Van Buren (1782-1862), huitième président des États-Unis.
Selon le recensement de 2010, sa population est de 2 171 habitants dont plus de 75 % de francophones.
La ville est située sur la rive droite du fleuve Saint-Jean, qui marque la frontière entre l'État du Maine et la province canadienne du Nouveau-Brunswick. Un pont relie Van Buren au village canadien de Saint-Léonard.
Originellement appelée Saint-Bruno, la municipalité prend son nouveau nom en 1842, lorsque Londres cède une partie de la vallée de la rivière Saint-Jean aux États-Unis par le traité Webster-Ashburton.
En 1902, les frères Milliken (de Stockholm & Augusta, Maine) fondent la St-John Lumber Company et, en 1903 construisent un important moulin à scie, le long du fleuve St-Jean, à Keegan, à l’ouest de Van Buren. L’usine de sciage fut longtemps la plus importante du Maine (parfois nommée moulin Brown, du nom de l’administrateur). Le 5 février 1925, le moulin en faillite est racheté par le plus grand entrepreneur forestier du Québec et du Maine, Édouard Lacroix qui le rénove et le modernise. Une section du moulin est détruite dans un incendie en 1930 et est immédiatement reconstruite (photo vers 1930). En 1945, Lacroix vend le moulin et ses territoires forestiers du Maine à la compagnie Irving qui opère le moulin jusqu’en 1949.
Van Buren est l'une des localités organisatrices du Ve Congrès mondial acadien en 2014.

## Galerie

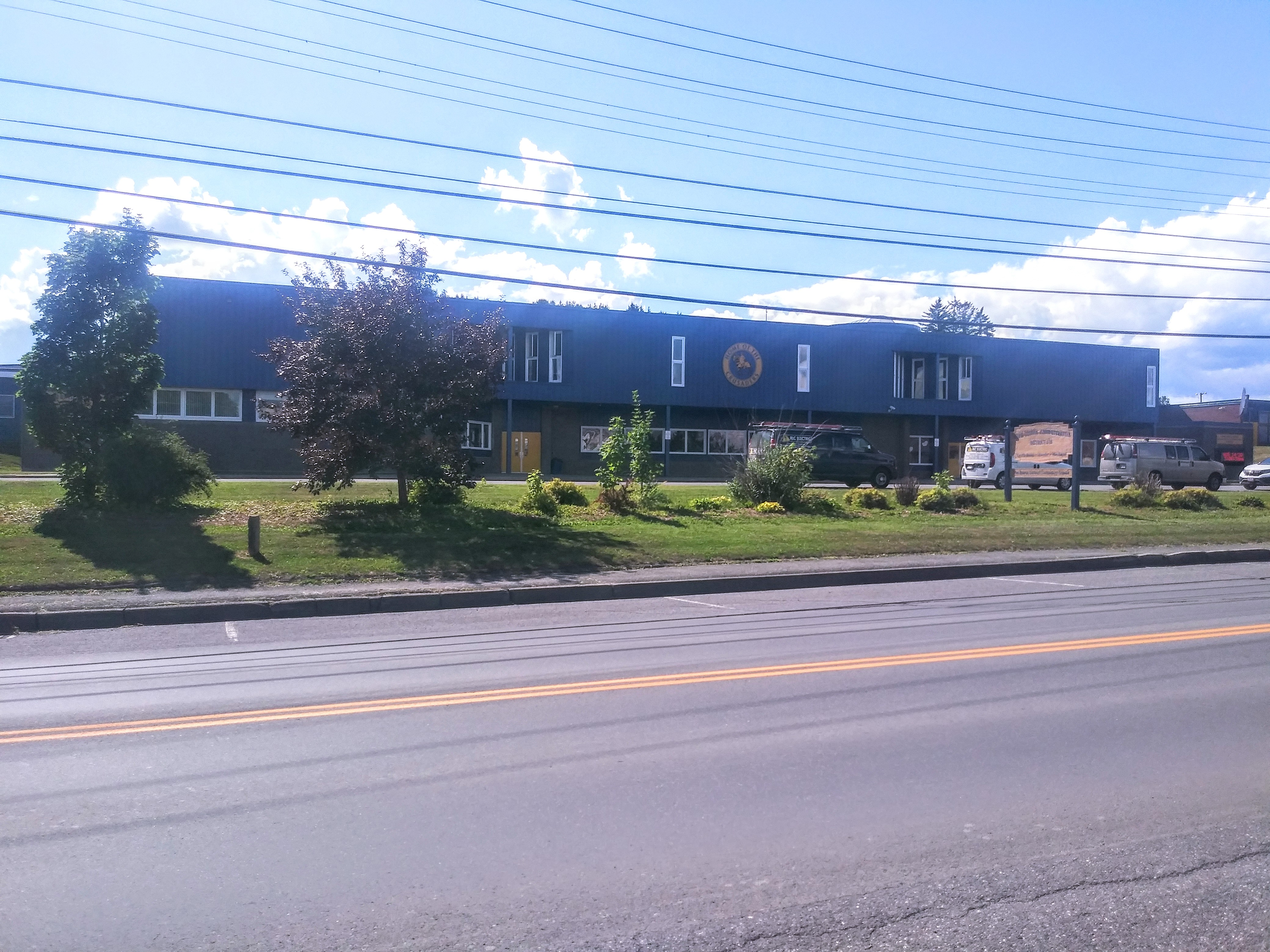
Collège de  Van Buren (2020)
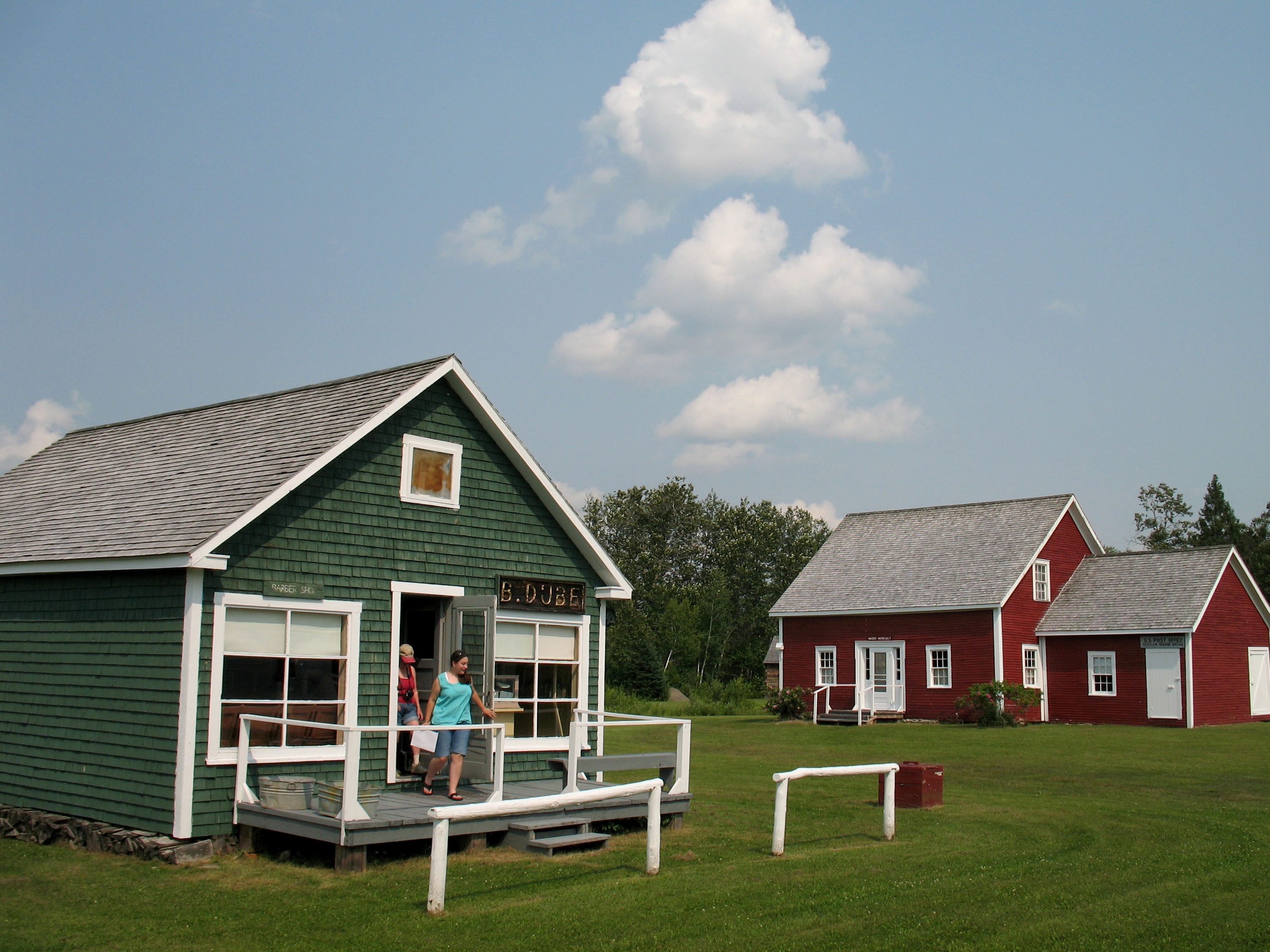
Maisons acadiennes à Van Buren
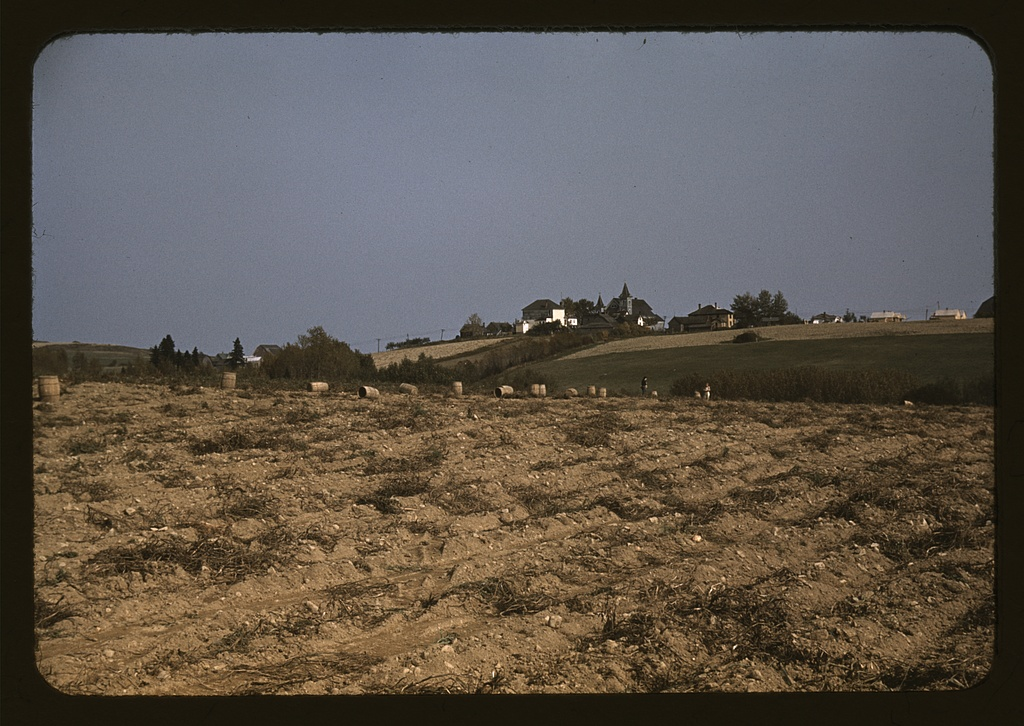
Ferme aux alentours de Van Buren, vers 1940
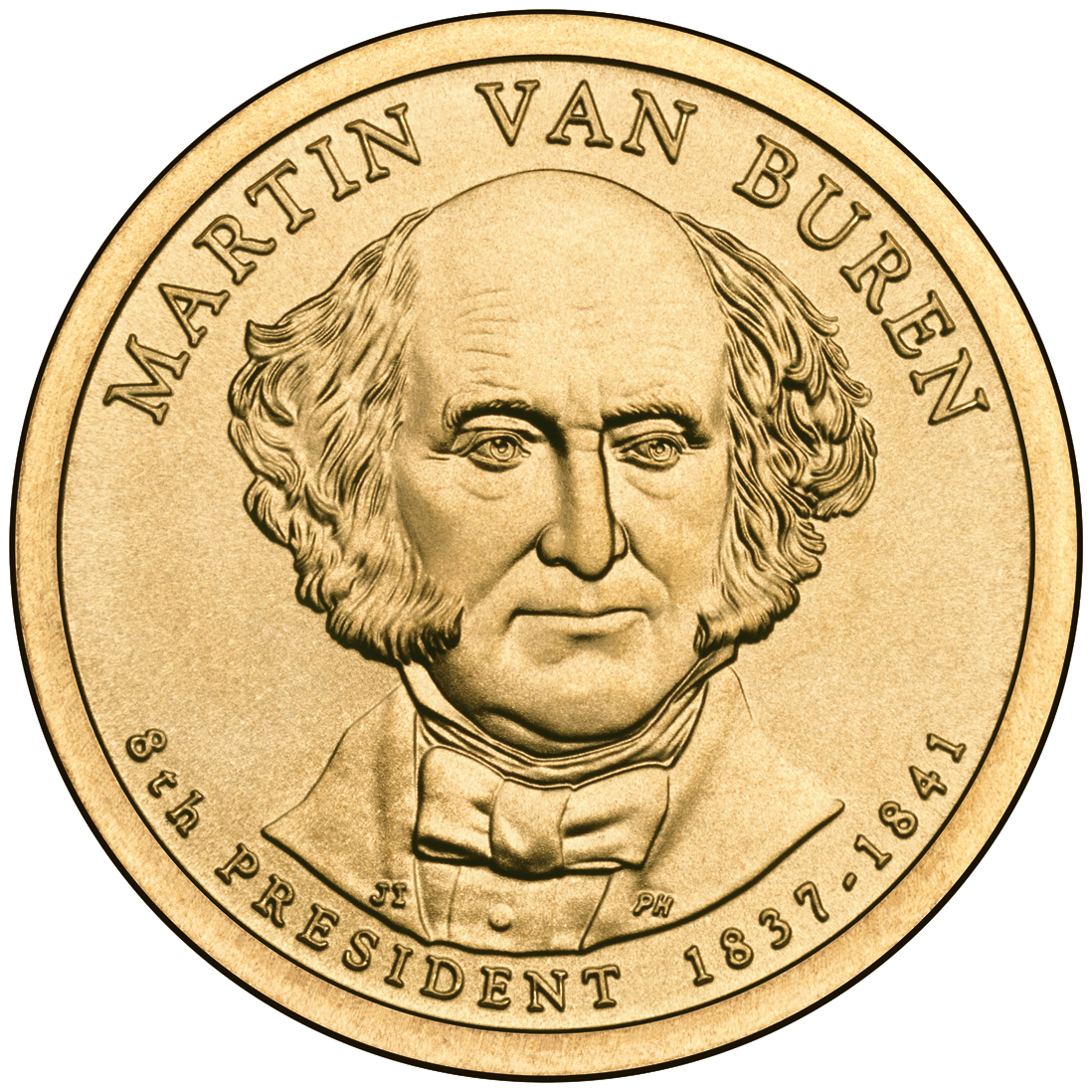
Martin Van Buren, 8e Président des Etats-Unis
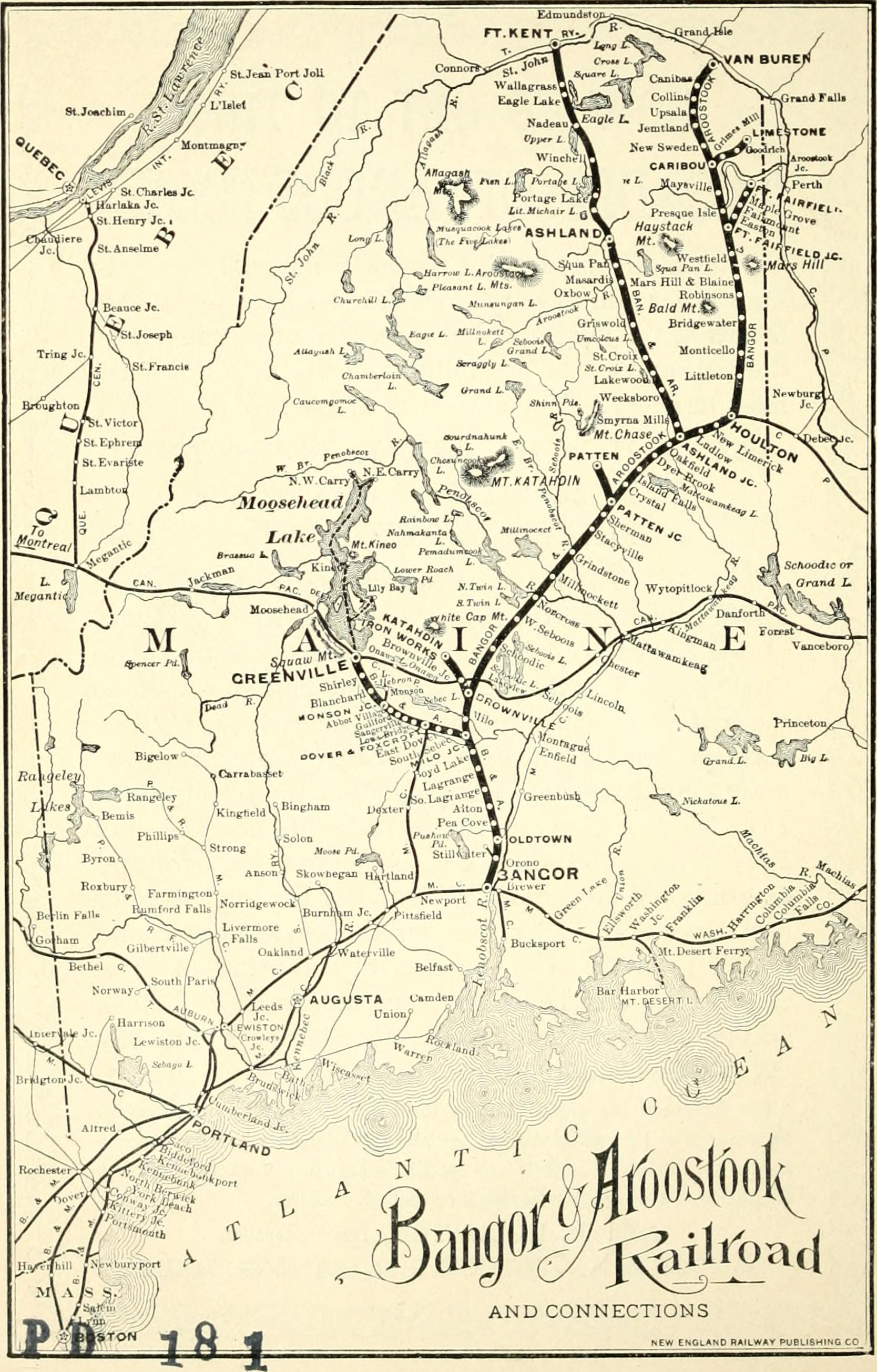
Van Buren a longtemps été le terminus d'une ligne de train desservant tous les principaux villages paysans de la région au début du XXe siècle